# Ceratina schwarziana
Ceratina schwarziana är en biart som beskrevs av Terzo 1998. Ceratina schwarziana ingår i släktet märgbin, och familjen långtungebin. Inga underarter finns listade i Catalogue of Life.